# Kortrijk
Cortrai o Kortrijk (en llatí Cortr(i)acum o en francès Courtrai) és una ciutat de Bèlgica, situada al marge del riu Leie i del canal Kortrijk-Bossuit a la província de Flandes occidental, que forma part de la regió flamenca. El 2014 tenia 75.128 habitants. La superfície total és de 80,02 km², amb una densitat de població de 938 habitants/km². La llengua oficial de Kortrijk és el neerlandès.

## Història

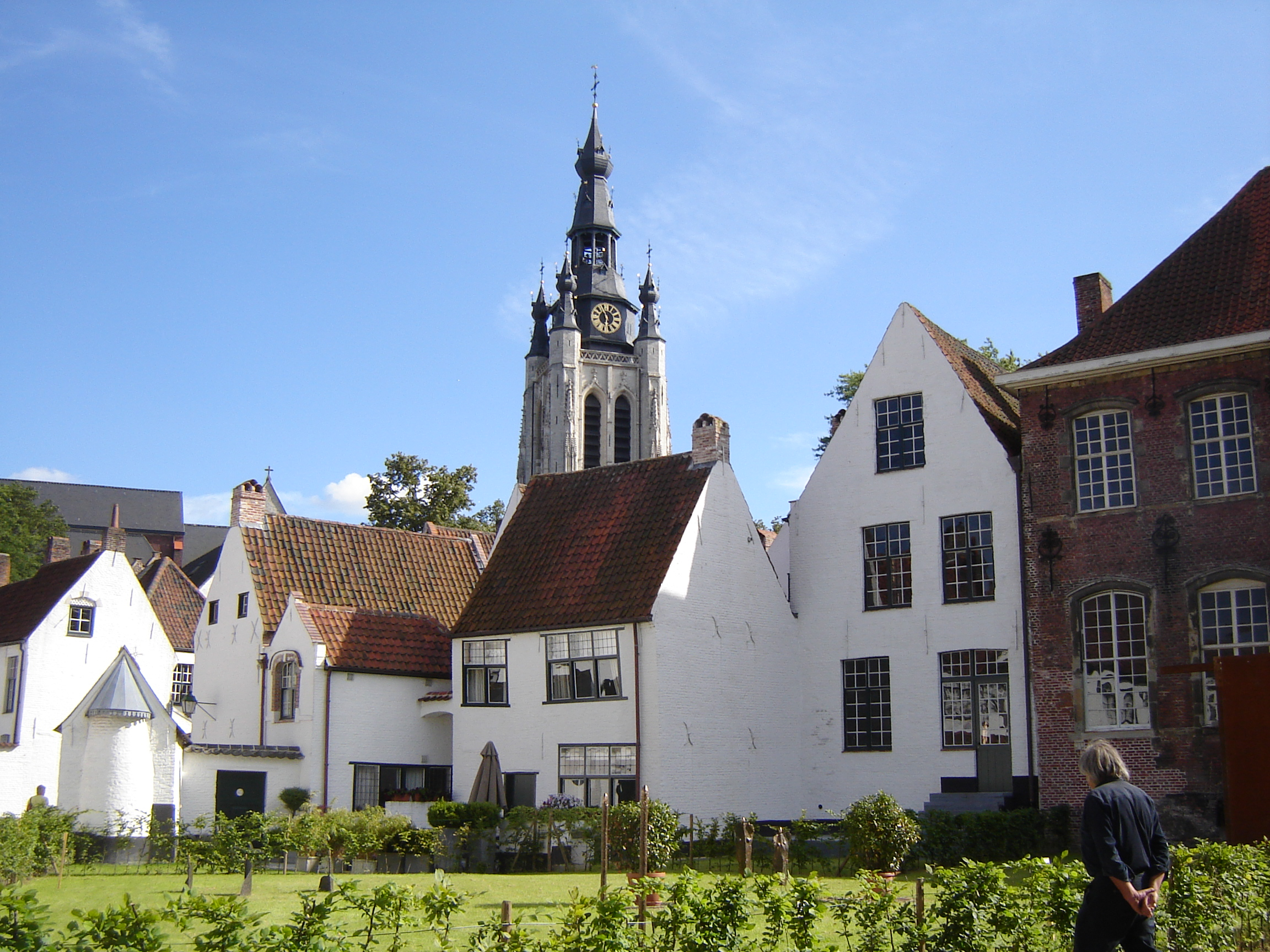
Beguinatge al nucli històric

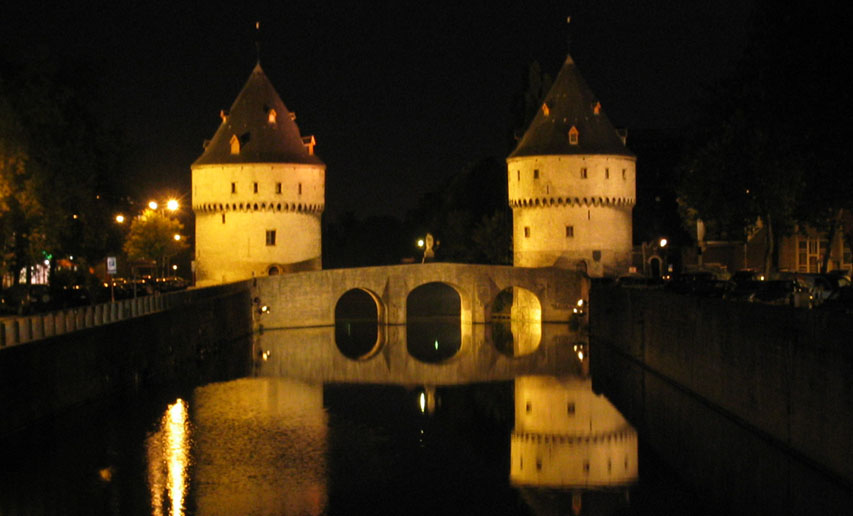
Broeltorens al marge del riu Leie

El nom amb el sufix -acum neerlanditzat al curs del temps vers -ijk indica un origen gal·loromà de l'assentament. La ciutat va construir-se a l'edat mitjana com un centre comercial a l'entorn d'un castell al marge del Leie. La ciutat és coneguda per la batalla dels Esperons d'Or, en què es van oposar a les aigües mortes de la Groeningebeek l'11 de juliol de 1302 l'exèrcit flamenc i namurès contra les forces armades del rei de França aliades amb el ducat de Brabant. En recordança de la desfeta francesa, al segle xix l'11 de juliol va esdevenir la festa nacional de Flandes. Al segle xix un braç nou va excavar-se al nord del llit antic del riu per facilitar la navegació.

## Economia
Des del segle xix fins als anys 1950 era un important centre d'indústria tèxtil i la ciutat portava el títol no oficial de «capital del lli». L'ocàs de la indústria tradicional, tant a Kortrijk com a les filatures i teixidures de Lilla, Roubaix i Tourcoing, on se n'anaven molts treballadors fronterers, va conduir a una greu crisi amb atur. A poc a poc, l'activitat econòmica va redreçar-se per una dinàmica de pimes manufactureres que van especialitzar-se en tèxtils d'alt valor afegit, electrònica, construcció de màquines i altres productes innovadors, de tal manera que el 1980 es parlava del "Texas de Flandes", un malnom no oficial que més tard va desestimar-se.
És altressí un centre d'ensenyament important. La creació d'una filial de la Universitat de Lovaina el 1965 amb unes facultats de primers graus (els futurs bachelors) va reforçar aquest paper. Malgrat això, des de la fi dels anys 1980 la ciutat va conèixer un problema de despoblació de les generacions joves, fartes del provincialisme i atretes pel cosmopolitisme de les ciutats de Brussel·les, Gant, Anvers i Lovaina, a les quals van anar per acabar els estudis. Aprofitaven el dinamisme econòmic de Kortrijk per a trobar feina i les bones connexions per a tornar cada vespre a ca seva en una atmosfera més metropolitana. És una preocupació major dels polítics, empresaris i gerències de la ciutat.

## Geografia
La ciutat actual és el resultat de la fusió de vuit municipis. Del cens de 1806 a 1970 la població va créixer de 13.982 a 44.961 habitants. Després de la fusió amb els municipis de l'entorn l'1 de gener 1977, en va tenir 77.382.
La ciutat es troba en una cruïlla d'autopistes europees (E17 i E403), de vies navegables (Leie i Canal Kortrijk-Bossuit) i de ferrocarrils locals i internacionals. El canal de Bossuit, que només és navegable per a embarcacions de 300 tones entre Kortrijk i Stasegem, va perdre el seu paper econòmic.
Kortrijk té un clima moderat amb hiverns que no són gaire freds. En general plou bastant i l'estiu el cel cobert sol ser corrent. Els mesos calorosos són juliol i agost: temperatures mitjanes a l'hivern de 0° a 10 °C; i a l'estiu de 20° a 25 °C.

### Nuclis

Mapa de la ciutat

| #    | nucli    | superfície (km²) | habitants (31/12/2007) |
| ---- | -------- | ---------------- | ---------------------- |
| I    | Kortrijk | 22,38            | 40.089                 |
| II   | Heule    | 11,69            | 10.280                 |
| III  | Bissegem | 3,44             | 5.533                  |
| IV   | Marke    | 8,22             | 7.882                  |
| V    | Aalbeke  | 7,17             | 2.953                  |
| VI   | Rollegem | 8,47             | 2.765                  |
| VII  | Bellegem | 13,98            | 3.691                  |
| VIII | Kooigem  | 4,79             | 791                    |

## Llocs d'interès

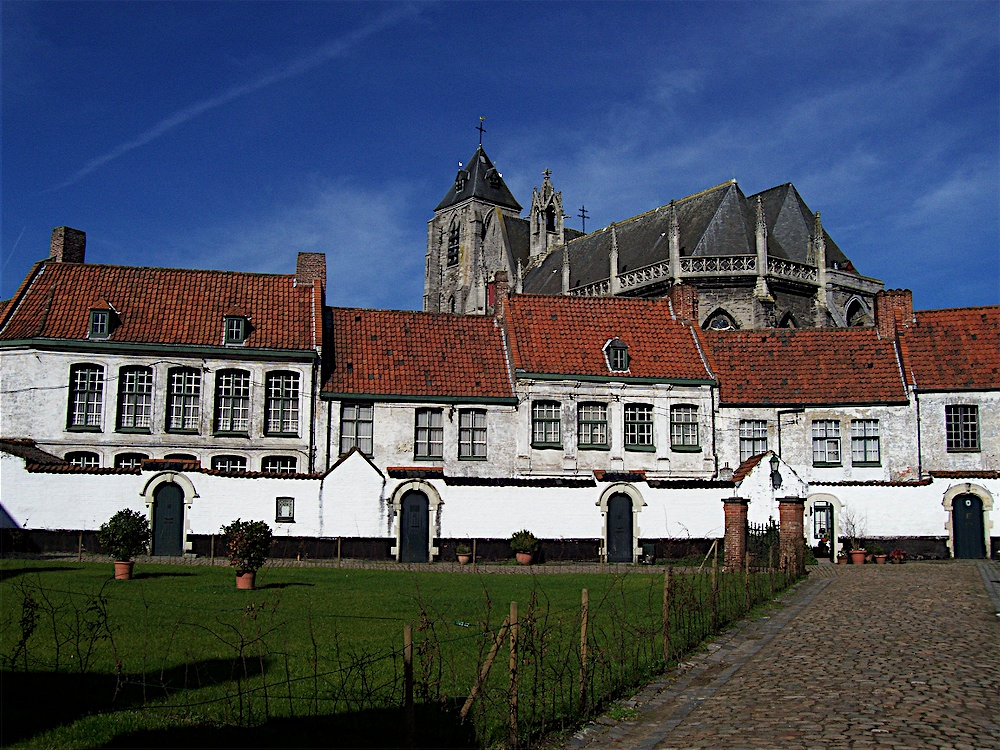
El beguinatge Santa Elisabeth

Kortrijk ofereix, a part del seu interès arquitectònic, museus, moltes botigues, restaurants i una vida nocturna embrionària amb nombrosos concerts.

### Nucli antic
El nucli històric conserva els edificis més antics de la ciutat.
- L'església de Sant Martí, coneguda pels seus carillons
- L'església de la Mare de Déu
- L'església de Sant Joan
- L'església de Sant Miquel
- El beguinatge de Santa Elisabeth
- La casa de la Vila gòtica
- El belfort
- El palau de Justícia

### Museus
- Kortrijk 1302
- Museum voor Schone Kunsten (Broelmuseum)
- Nationaal Vlas-, kant- en linnenmuseum
- Groeningemuseum (integrat dins el Museu d'Història de la Ciutat)
- Begijnhofmuseum, Museu del Beguinatge
- Vlaams Filmmuseum en -archief
- Bakkerij- en Molenmuseum, Museu de les Fleques i dels Molins de farina
- Landbouwmuseun, Museu de l'Agricultura

## Persones cèlebres
- Guido Gezelle (1830-1899), poeta i escriptor.
- Jean de Bethune (1821-1894), arquitecte i polític, promotor de l'arquitectura neogòtica
- Marix Loevensohn (1880 - 1943), violoncel·lista.
- Baudouin Oosterlynck (1946), artista d'instal·lacions sonores i performances.
- Hugo Claus (1929-2008), escriptor que va immortalitzar la ciutat en la seva novel·la La pena de Bèlgica.
- Maurice De Bevere, conegut com a "Morris" (1923-2001), dibuixant de còmics.
- Louis-Alexis Raoux (1814-1855) compositor.

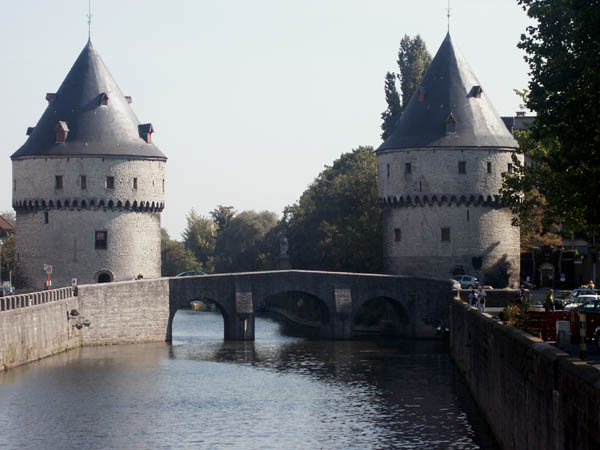
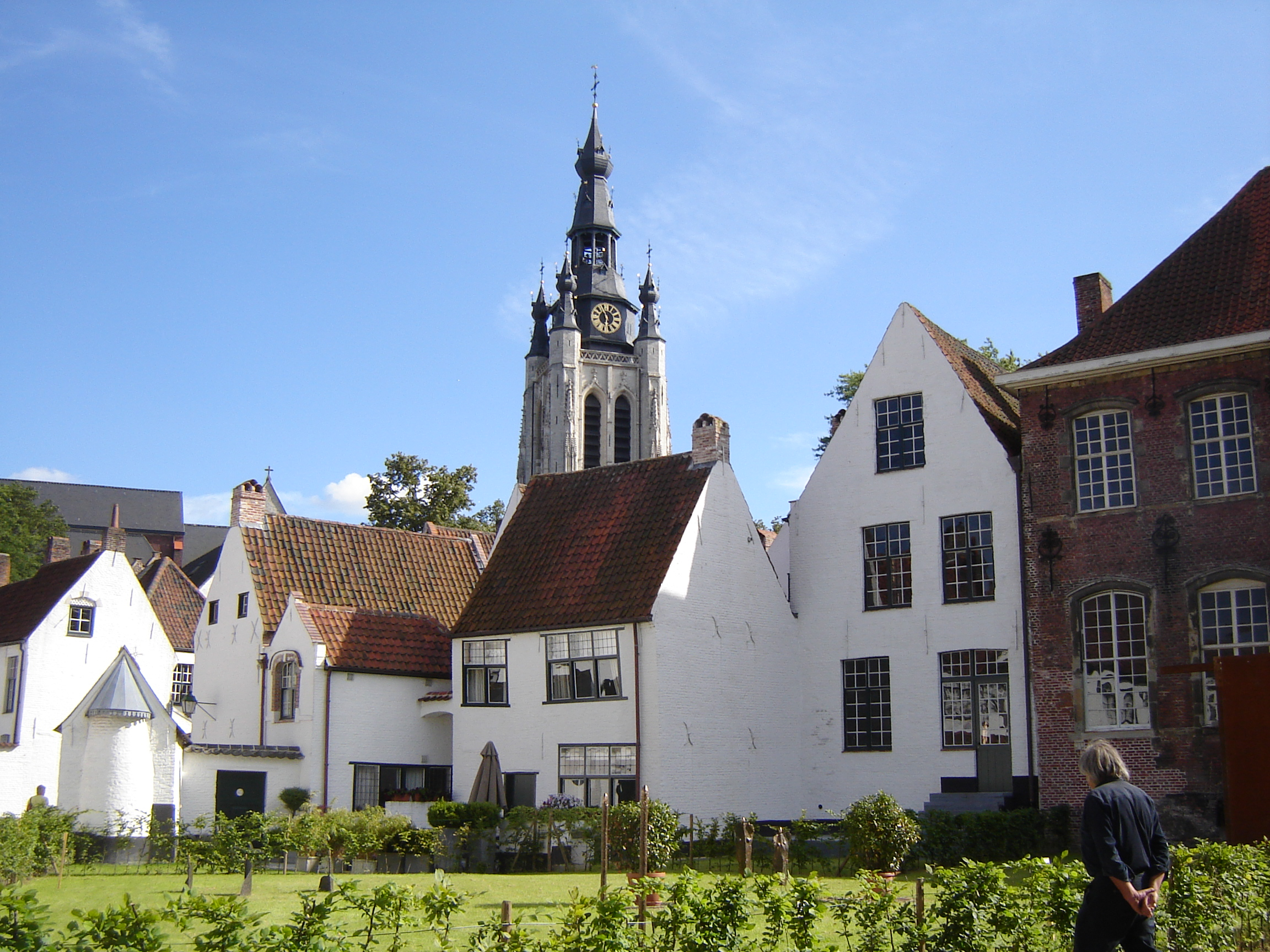
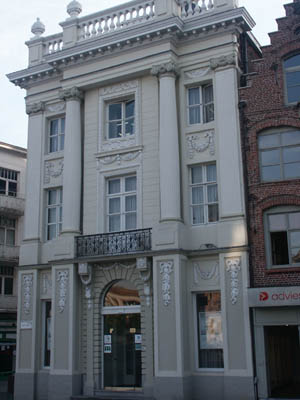
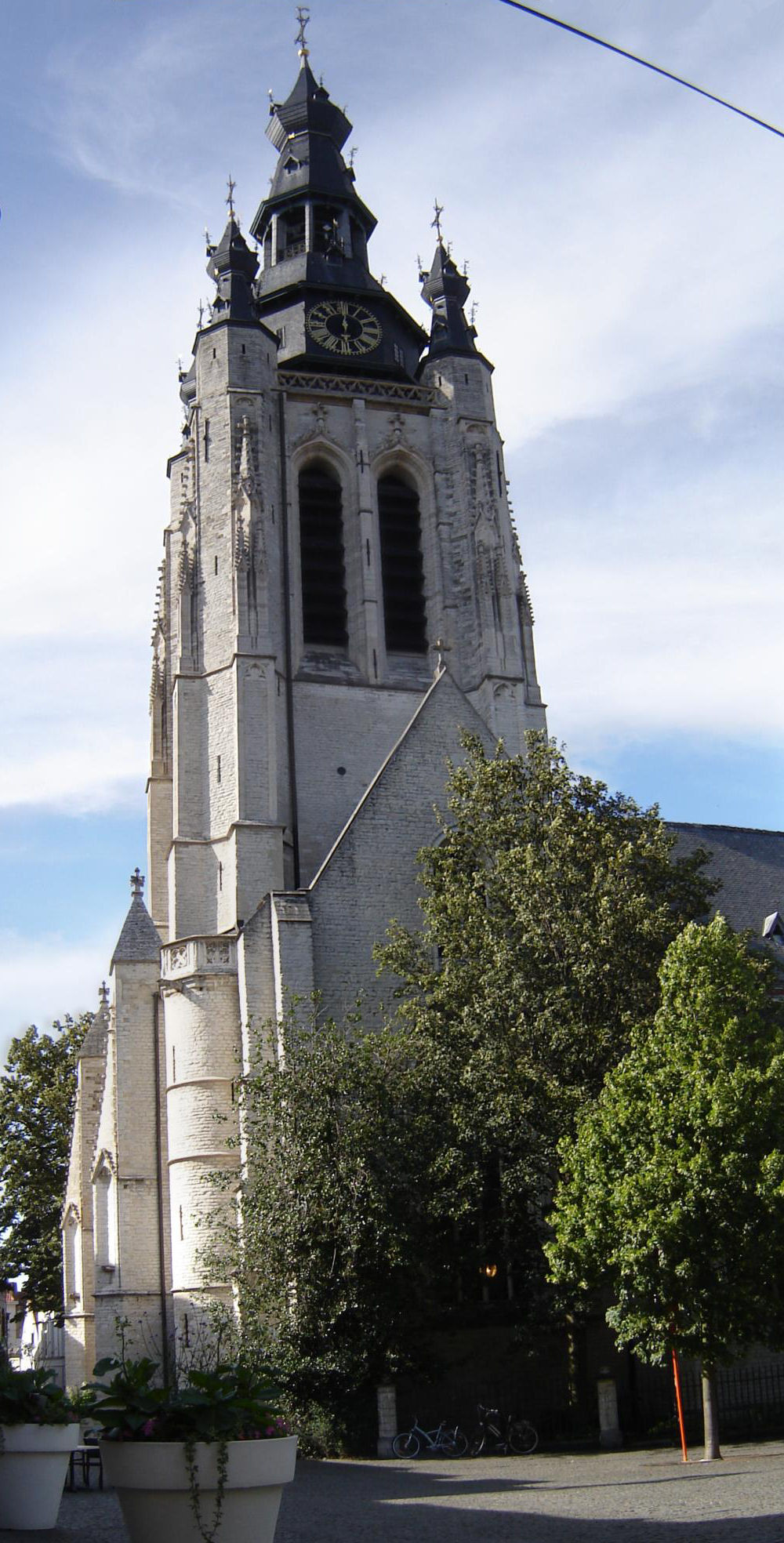
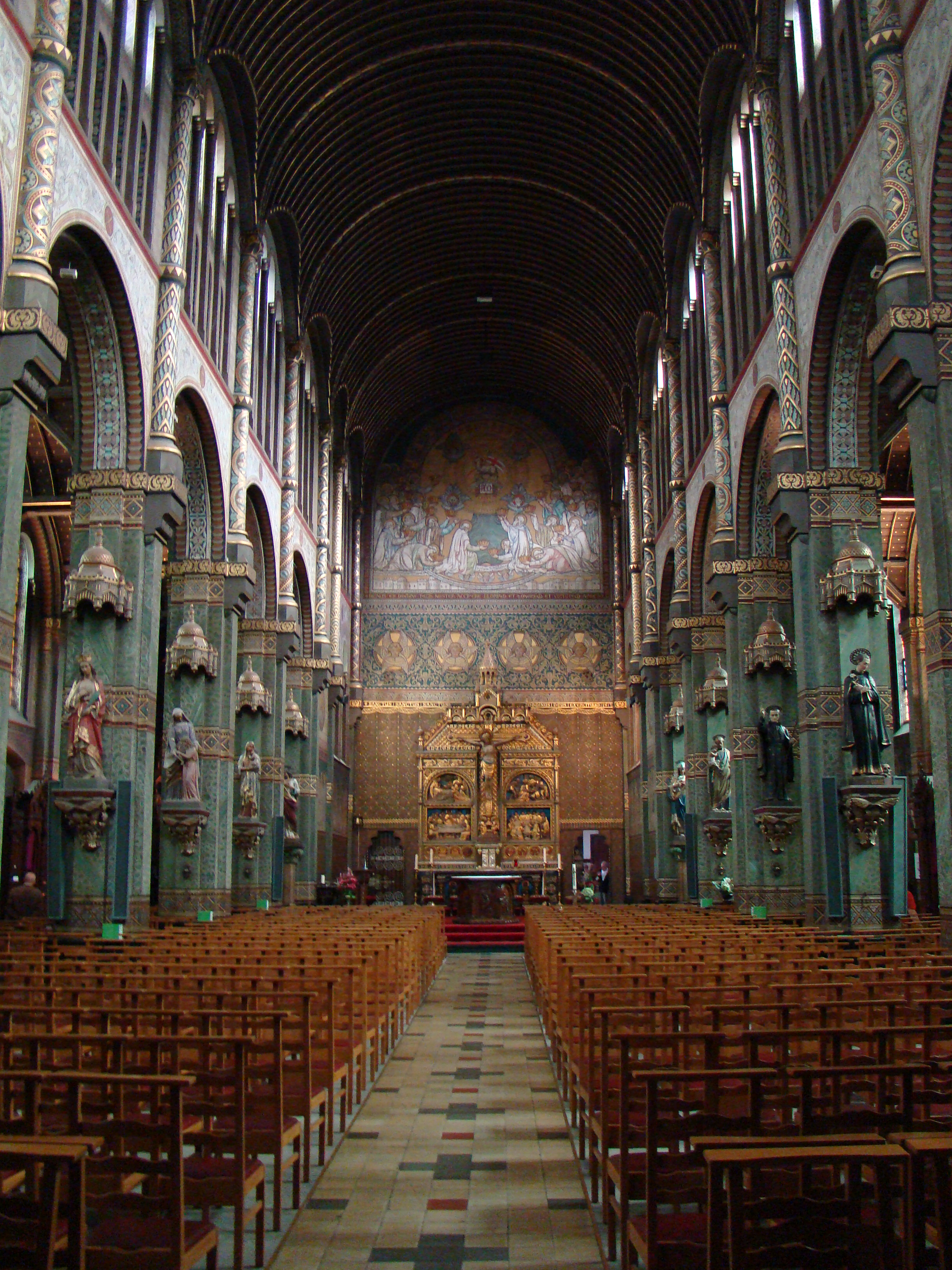
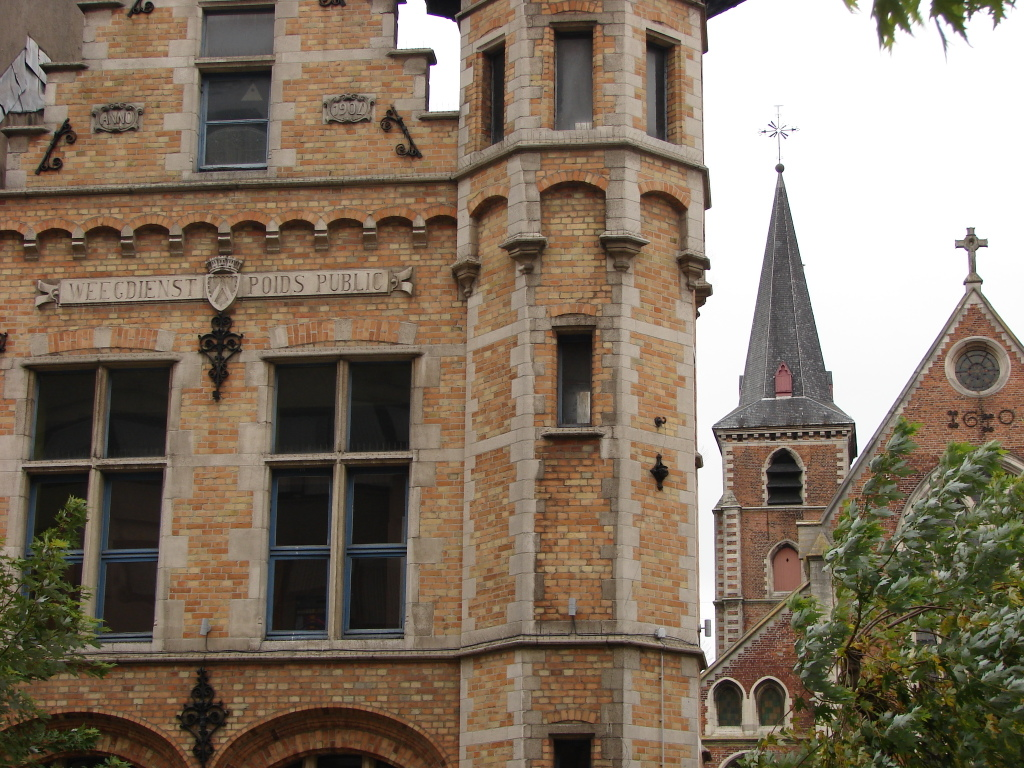
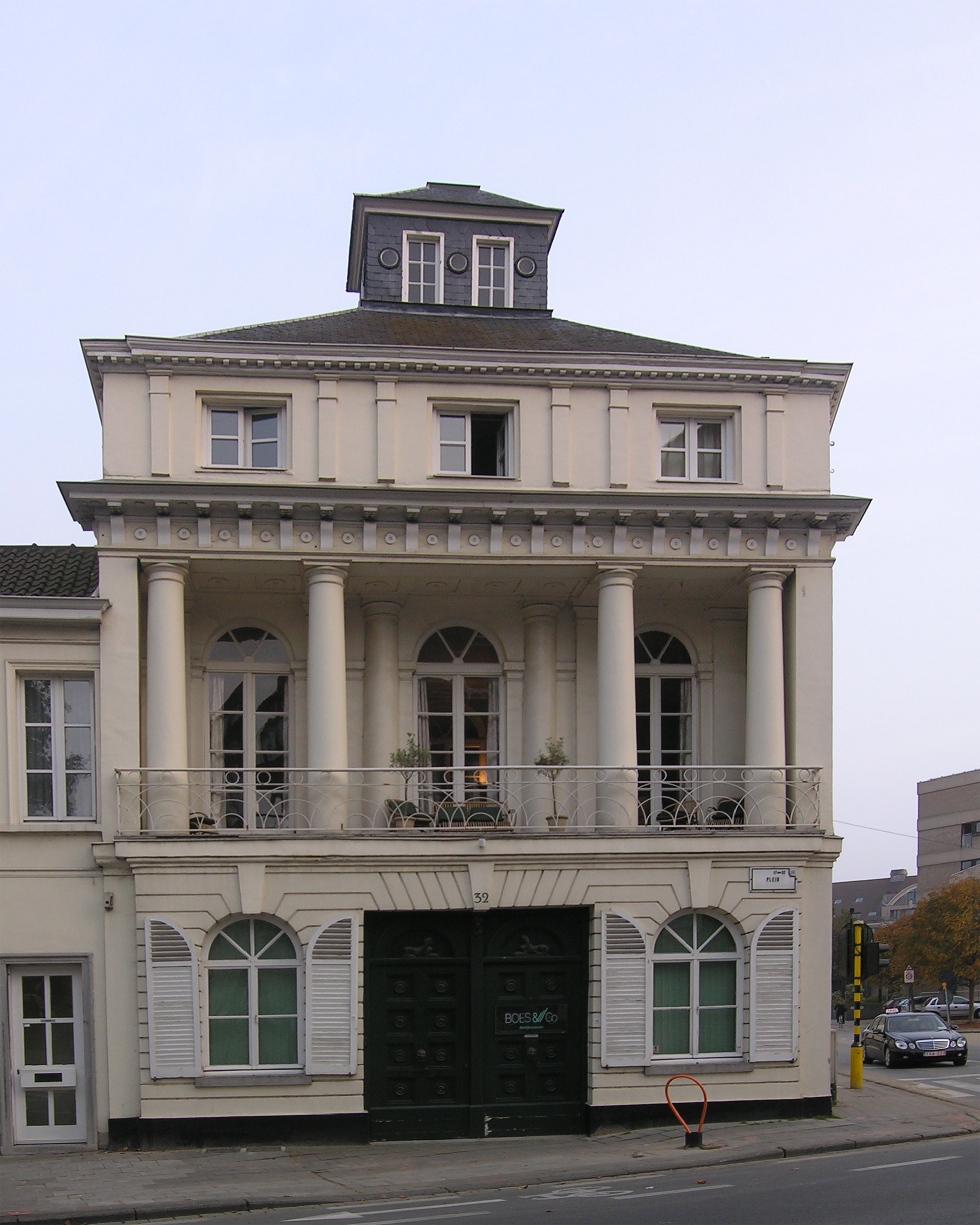
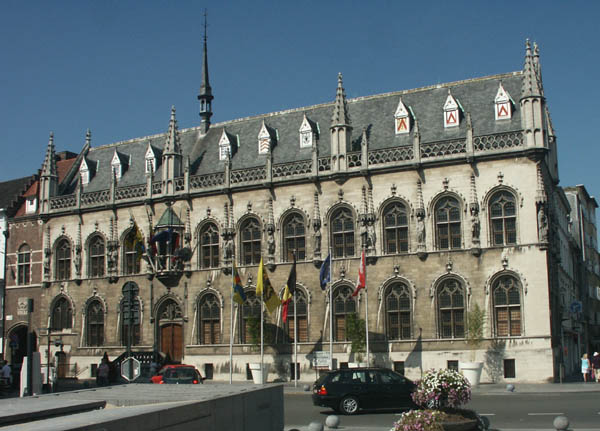
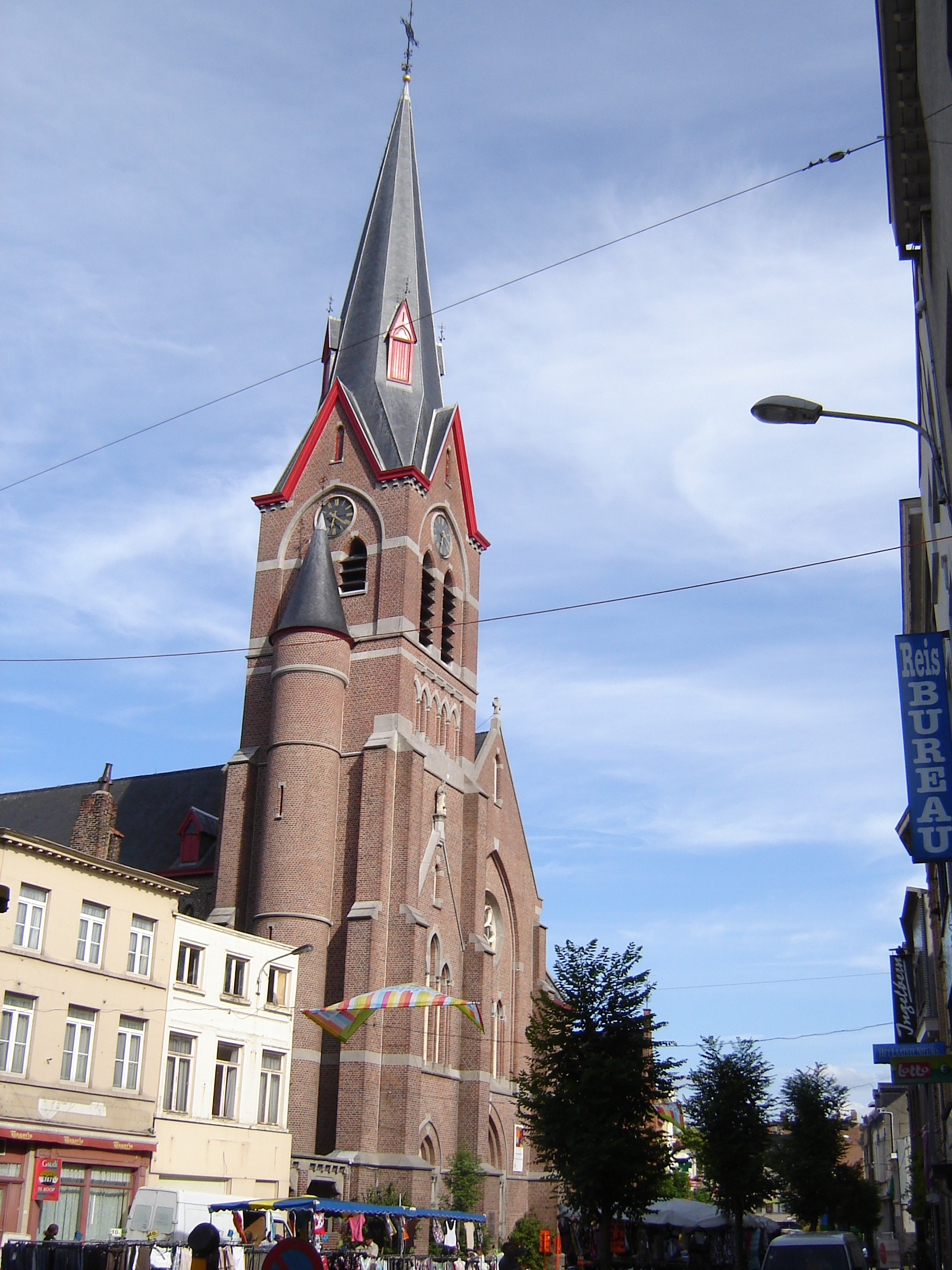
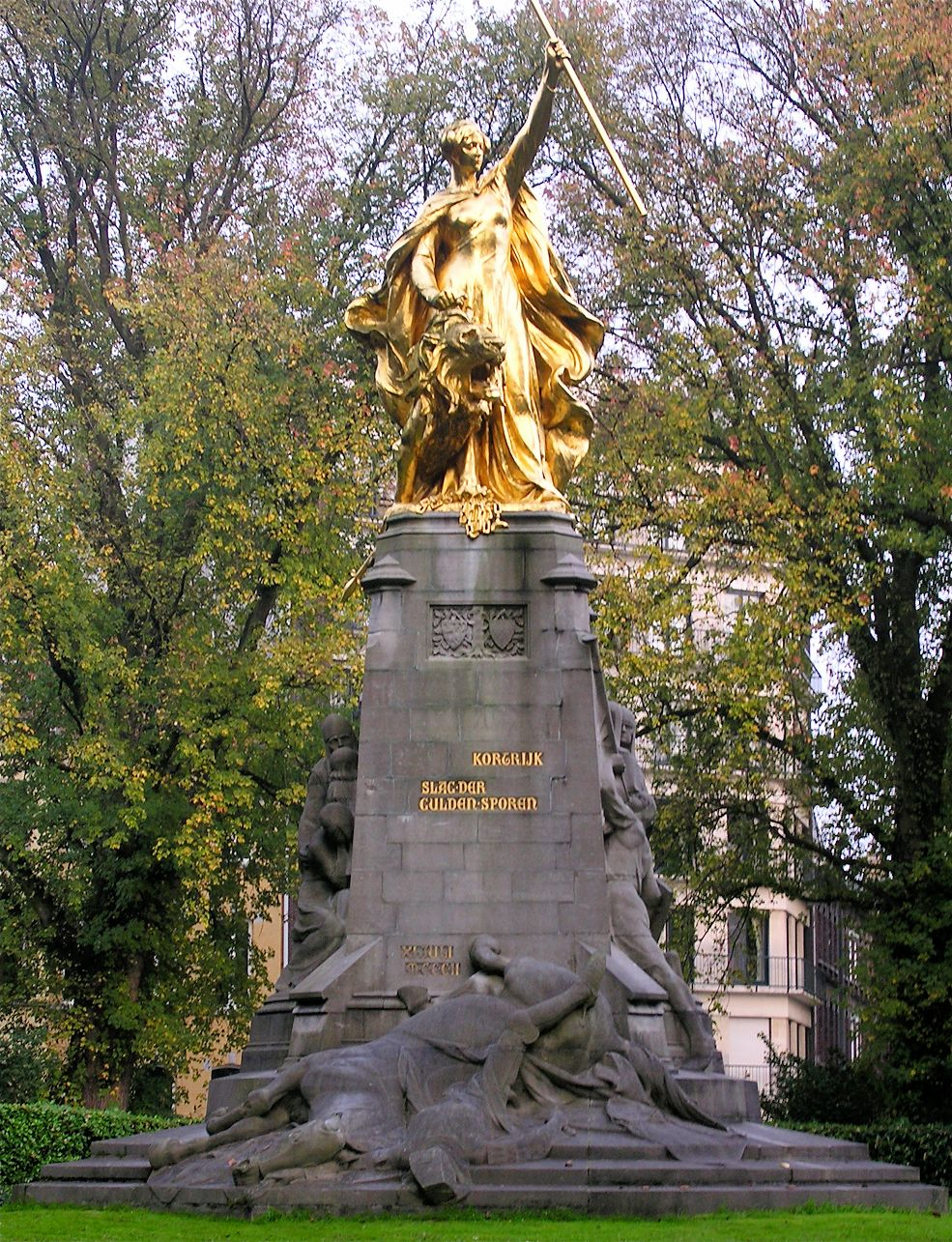
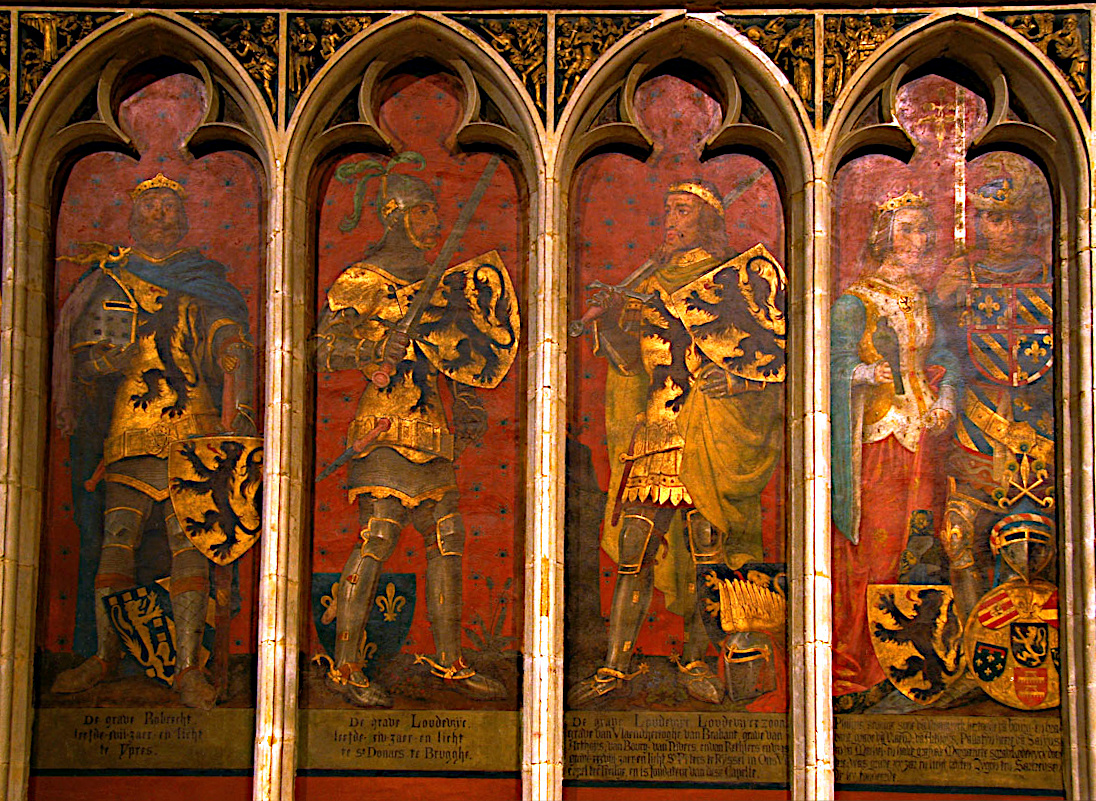
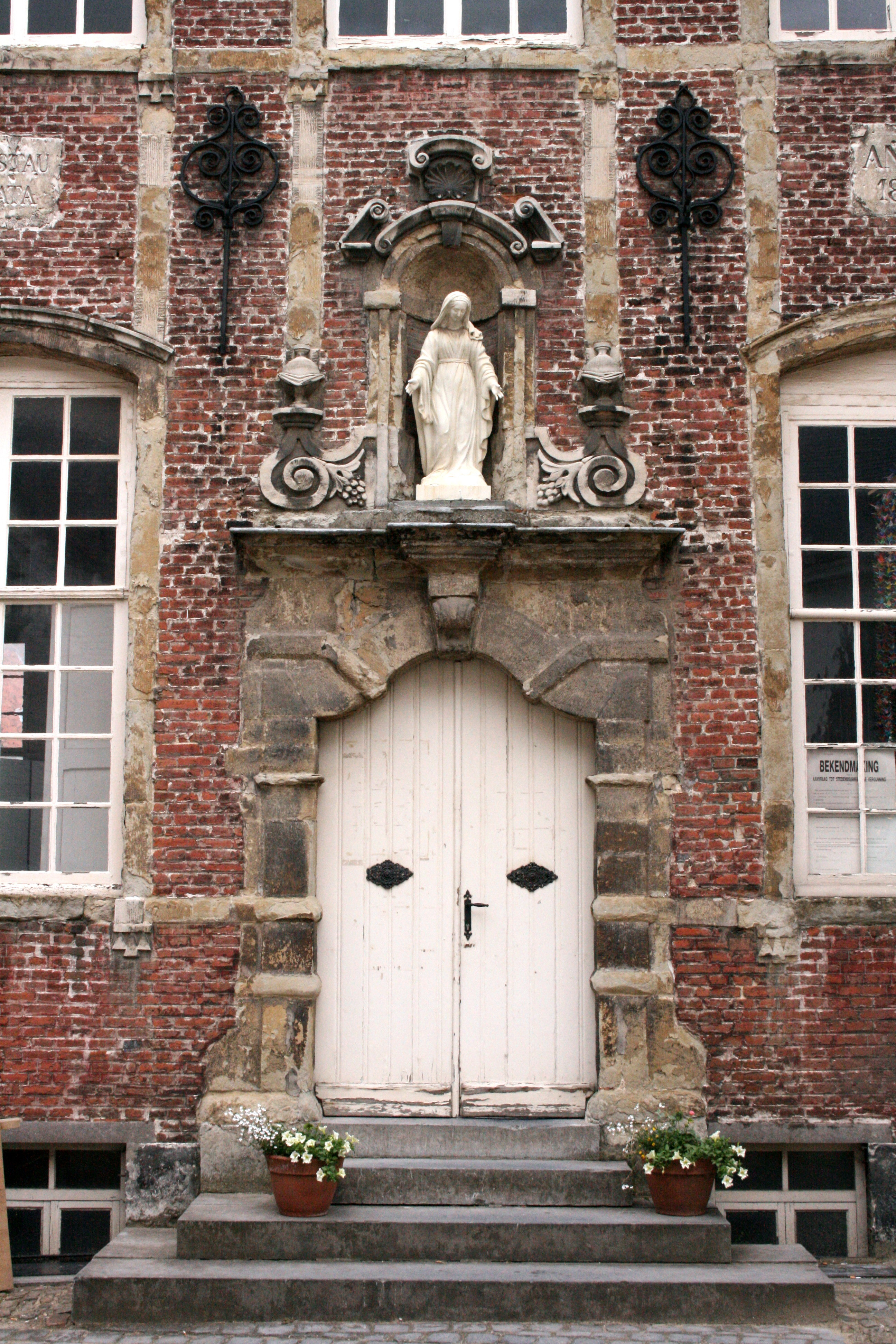

Galeria

## Ciutats agermanades
Kortrijk manté una relació d'agermanament amb les ciutats següents:
- Frascati (Itàlia, 1967)
- Bad Godesberg (Bonn, Alemanya, 1964)
- Windsor and Maidenhead (Verenigd Koninkrijk, 1981)
- Saint-Cloud (França, 1993)
- Lahore (Pakistan)
- Greenville (Carolina del Sud), Estats Units d'Amèrica)